# Чурбашское озеро
Чурба́шское о́зеро (также Чурубашское, Камыш-Бурунское, укр. Чурбаське озеро, крымскотат. Çürübaş gölü, Чюрюбаш голю) — озеро на востоке Керченского полуострова на территории преимущественно Керченского горсовета (89 га), а также Ленинского района (12,5 га). Площадь зеркала — 0,49 км², водосборного бассейна — 119 км², длина — 4,0 км, средняя ширина — 0,9 км, наибольшая  — 1,5 км, средняя глубина — 1,0 м, наибольшая — 1,5 м (по другим данным площадь — 1,015 км²,  водосборный бассейн — 3,33 км², 3,6 км²). Тип общей минерализации — солёное. Происхождение — лиманное. Группа гидрологического режима — бессточное.

## География
Входит в Керченскую группу озёр. Длина озёрной котловины — 4,7 км, ширина — макс. 4,5. Длина озера (у села Приозёрное) — 2 км, ширина — макс. 1 км, длина береговой линии — 5,7 км. Площадь водосбора — 119 км². Глубина средняя — 0,8 м, макс — 1 м. Высота над уровнем моря — 0,4 м, 0,8 м. Солёность — 1,3—1,7 %, этот показатель меньше нежели у других озёр данной группы. Ближайшие населённые пункты: пригороды Керчи Героевское и Рыбная расположены на востоке от озера, село Ленинского района Приозёрное — западнее озера.
Чурбашское озеро отделено от Чёрного моря перешейком шириной 2 км. Озёрная котловина водоёма неправильной удлинённой формы вытянутая с запада на восток с извилистой береговой линией. В озеро впадает сухоречье балка Чурбашская со стороны Приозёрного. По северной и восточной береговым линиям озера проходит дорога местного значения сообщения Приозёрное—Рыбная (пригород Керчи)—Челядиново.
Рядом с озером находится Эльтиген-Ортельское железорудное месторождение.
Озеро было подвержено антропогенному влиянию. Водный режим регулируется рядом гидротехнических сооружений: озеро занимает крайний запад озёрной котловины, отмежеванный дамбой от большей части котловины, а сброс воды в море происходит посредством обводного канала. Большая часть котловины занята Верхне-Чурбашским хвостохранилищем (376 га) Камыш-Бурунского железорудного комбината, юго-восточнее примыкает урочище Плавни занятое Нижне-Чурбашским хвостохранилищем (280 га), которое также окружено дамбами. Обводной канал тянется на юго-восток (южнее Верхне-Чурбашского хвостохранилища), затем делает поворот на северо-восток (проходит между хвостохранилищами, параллельно улице Героев Эльтингена), далее вновь делает поворот на юго-восток (севернее Нижне-Чурбашского хвостохранилища, параллельно улице Танкистов), впадает в Камыш-Бурунскую бухту перед косой.
При повышении уровня воды в озере в паводковый период оказывает существенное влияние на подтопление села Приозерное и прилегающих территорий. При прохождении паводковых вод по балке Чурбашская происходит подтопление приусадебных участков юго-западной части села. Незначительный уклон местности в районе села не позволяет резко понизить уровень паводковых вод.
После подтопления села 7 июня 2021 года было принято решение о расчистке и расширении русла обводного канала. Строительство дополнительной дамбы для защиты посёлка запланировано на 2023 год.
Озеро зарастает водной растительностью преимущественно на опреснённых участках — в лагунах у пересыпей, в устьях впадающих балок, в зоне выходов подземных вод. Тут интенсивно развиваются различные водоросли, вплоть до цветения воды.
Среднегодовое количество осадков — 400—450 мм. Питание: поверхностные и подземные воды Причерноморского артезианского бассейна.